# Station Altrincham
Altrincham, ook bekend als Altrincham Interchange, is een station van National Rail in Trafford in Engeland. Het station is eigendom van Network Rail en wordt beheerd door Northern Rail en Manchester Metrolink.

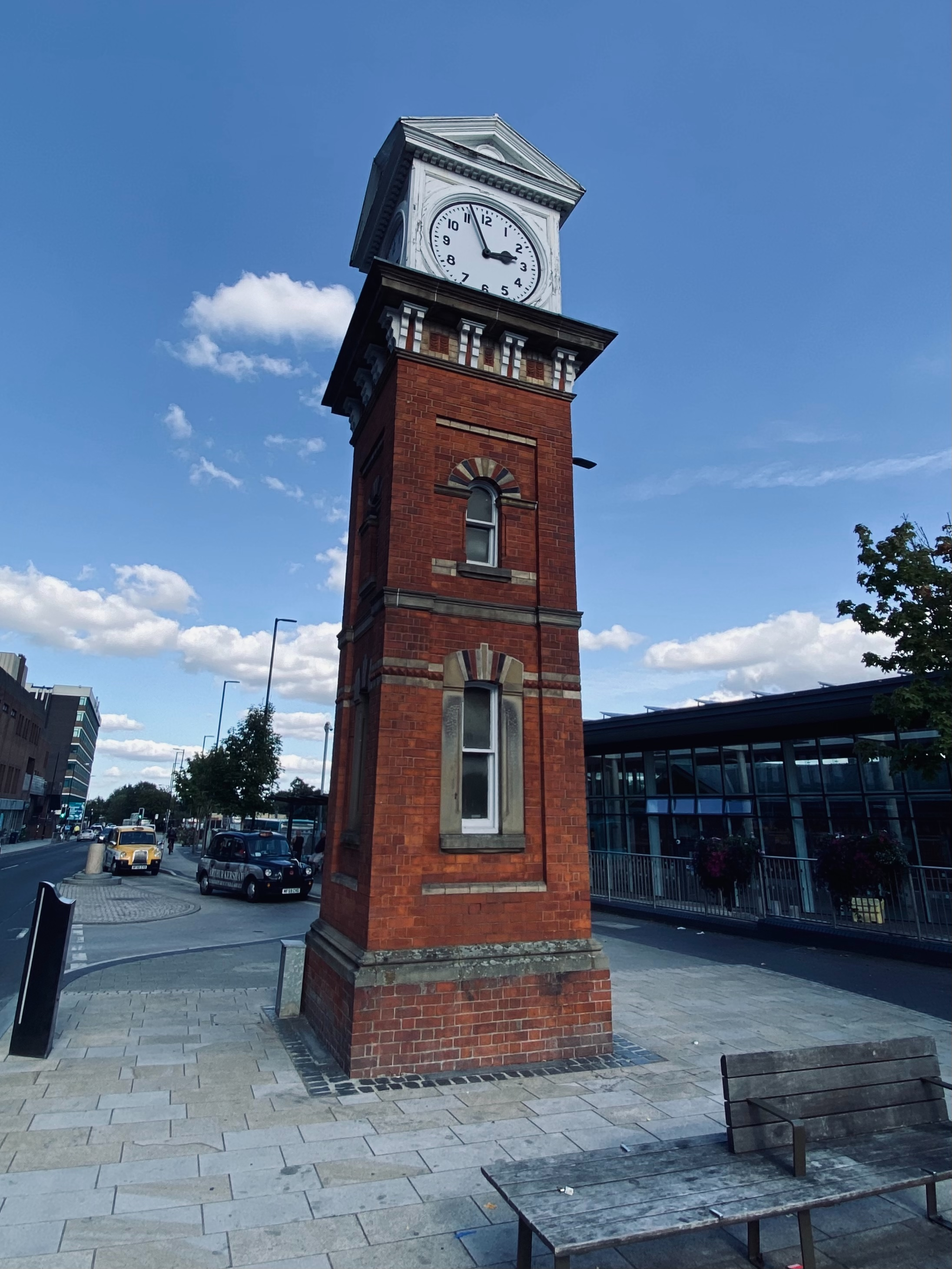
Stationsklok
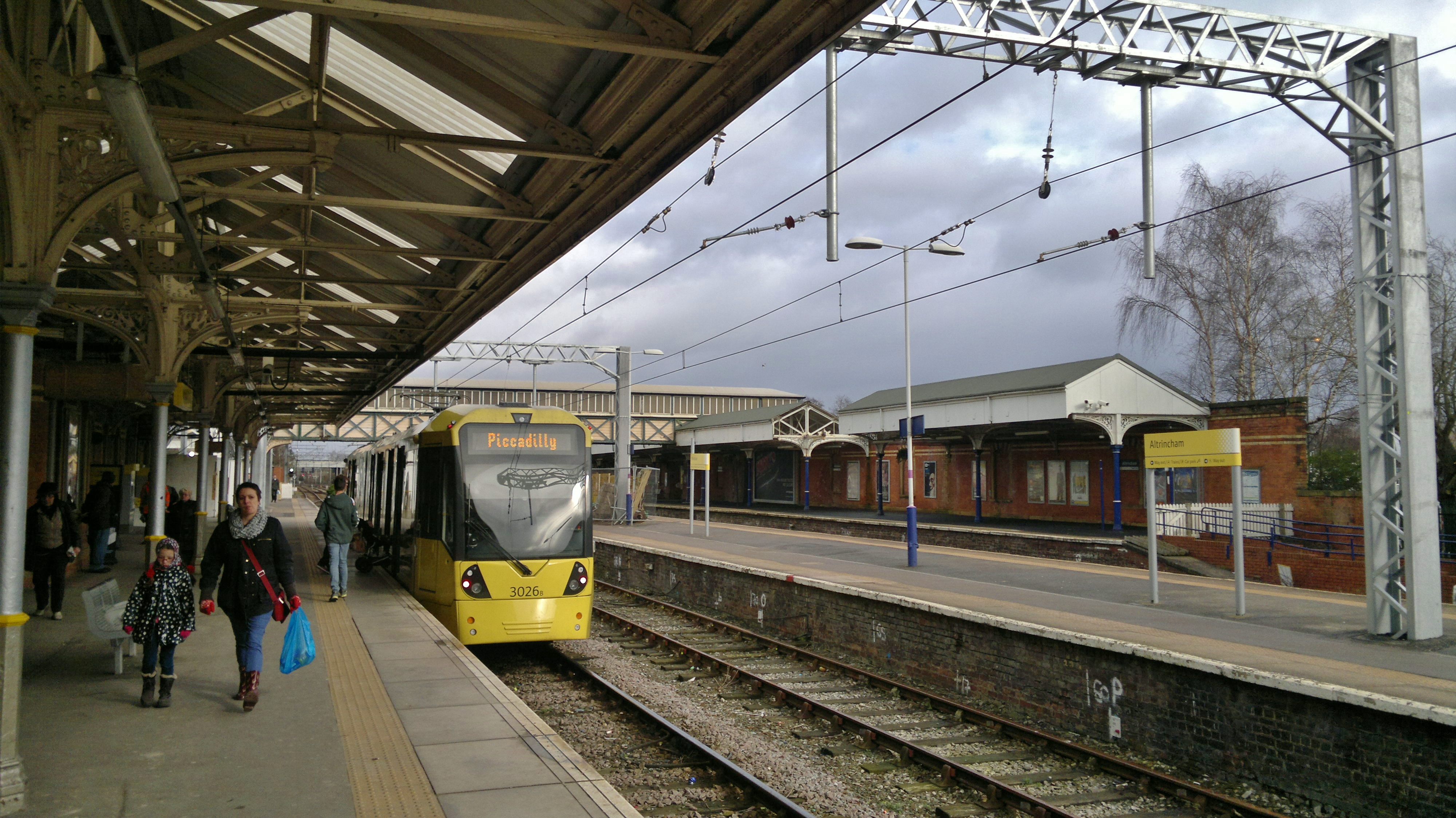
Eindpunt van Metrolink